# الأرجنتين في دورة الألعاب البارالمبية الصيفية 2024
تنافست الأرجنتين في دورة الألعاب البارالمبية الصيفية 2024 في باريس ، فرنسا، من 28 أغسطس إلى 8 سبتمبر.
حصدت الأرجنتين 13 ميدالية، محققةً بذلك تحسنًا ملحوظًا مقارنةً بدورات الألعاب البارالمبية الأخيرة. وكان هذا أفضل أداء بارالمبي للأرجنتين منذ عام 1980 .

## الحائزون على الميداليات
فاز الرياضيون الأرجنتينيون التاليون بميداليات في الألعاب. في أقسام التخصصات أدناه، أسماء الفائزين بالميداليات مكتوبة بخط عريض .
 جدول الميداليات
| الميدالية             | الاسم                    | الرياضة                    | الحدث                          | التاريخ |
| --------------------- | ------------------------ | -------------------------- | ------------------------------ | ------- |
| ذهبية                 | إيناكي باسيلوف           | السباحة                    | 200 متر فردي متنوع – SM7 رجال  | 31 آب   |
| ذهبية                 | بريان ليونيل إمبيليزيري  | ألعاب القوى                | الوثب الطويل – T37 رجال        | 3 أيلول |
| فضية                  | هيرنان إيمانويل أورا     | ألعاب القوى                | رمي الكرة الحديدية – F35 رجال  | 5 أيلول |
| فضية                  | داريو لينسينا            |                            |                                |         |
| أنخيل غارسيا          |                          |                            |                                |         |
| ناهيل هيريديا         |                          |                            |                                |         |
| فرويلان باديا         |                          |                            |                                |         |
| خيسوس ميرلوس          |                          |                            |                                |         |
| ماتياس أوليفيرا       |                          |                            |                                |         |
| ماكسيميليانو إسبينييو |                          |                            |                                |         |
| أوسفالدو فرنانديز     |                          |                            |                                |         |
| ماريو ريوس            |                          |                            |                                |         |
| جيرمان موليك          | كرة القدم للمكفوفين      | الفرق – رجال               | 7 أيلول                        |         |
| فضية                  | أليكسيس سيباستيان تشافيز | ألعاب القوى                | 100 متر – T36 رجال             | 7 أيلول |
| برونزية               | أنتونيا رويز دياز        | ألعاب القوى                | رمي الكرة الحديدية – F41 سيدات | 30 آب   |
| برونزية               | خوان سامورانو            | التايكواندو                | وزن −70 كغ – رجال              | 30 آب   |
| برونزية               | فرناندو فاسكيز           | ألعاب القوى                | الوثب الطويل – T12 رجال        | 2 أيلول |
| برونزية               | إيناكي باسيلوف           | السباحة                    | 400 متر سباحة حرة – S7 رجال    | 2 أيلول |
| برونزية               | أليكسيس سيباستيان تشافيز | ألعاب القوى                | 400 متر – T36 رجال             | 3 أيلول |
| برونزية               | ستيفانيا فيراندو         |                            |                                |         |
| رودريغو روميرو        | البوتشيا                 | الزوجي المختلط – BC3       | 5 أيلول                        |         |
| برونزية               | باولا غوميز              | الجودو                     | وزن 57 كغ – J1 سيدات           | 5 أيلول |
| برونزية               | غوستافو فرنانديز         | التنس على الكراسي المتحركة | فردي – رجال                    | 7 أيلول |

### الميداليات حسب الرياضة
| الرياضة             | ذهبية | فضية | برونزية | المجموع |
| ------------------- | ----- | ---- | ------- | ------- |
| ألعاب القوى         | 1     | 2    | 3       | 6       |
| السباحة             | 1     | 0    | 1       | 2       |
| البوتشيا            | 0     | 0    | 1       | 1       |
| التايكواندو         | 0     | 0    | 1       | 1       |
| الجودو              | 0     | 0    | 1       | 1       |
| التنس على الكراسي   | 0     | 0    | 1       | 1       |
| كرة القدم للمكفوفين | 0     | 1    | 0       | 1       |
| المجموع             | 2     | 3    | 8       | 13      |

### الميداليات حسب اليوم
| اليوم   | التاريخ | ذهبية | فضية | برونزية | المجموع |
| ------- | ------- | ----- | ---- | ------- | ------- |
| 1       | 29 آب   | 0     | 0    | 0       | 0       |
| 2       | 30 آب   | 0     | 0    | 2       | 2       |
| 3       | 31 آب   | 1     | 0    | 0       | 1       |
| 4       | 1 أيلول | 0     | 0    | 0       | 0       |
| 5       | 2 أيلول | 0     | 0    | 2       | 2       |
| 6       | 3 أيلول | 1     | 0    | 1       | 2       |
| 7       | 4 أيلول | 0     | 0    | 0       | 0       |
| 8       | 5 أيلول | 0     | 1    | 2       | 3       |
| 9       | 6 أيلول | 0     | 0    | 0       | 0       |
| 10      | 7 أيلول | 0     | 2    | 1       | 3       |
| المجموع | —       | 2     | 3    | 8       | 13      |

### الميداليات حسب الجنس
| الجنس   | ذهبية | فضية | برونزية | المجموع | النسبة % |
| ------- | ----- | ---- | ------- | ------- | -------- |
| ذكور    | 2     | 2    | 5       | 9       | 69.22%   |
| إناث    | 0     | 0    | 2       | 2       | 15.39%   |
| مختلط   | 0     | 1    | 1       | 2       | 15.39%   |
| المجموع | 2     | 3    | 8       | 13      | 100%     |

### الرياضيون الحاصلون على أكثر من ميدالية
| الاسم                    | الرياضة     | ذهبية | فضية | برونزية | المجموع |
| ------------------------ | ----------- | ----- | ---- | ------- | ------- |
| إيناكي باسيلوف           | السباحة     | 1     | 0    | 1       | 2       |
| أليكسيس سيباستيان تشافيز | ألعاب القوى | 0     | 1    | 1       | 2       |

## المنافسون
وفيما يلي قائمة بأعداد المتنافسين في الألعاب.
| رياضة                 | الرجال | نحيف | المجموع |
| --------------------- | ------ | ---- | ------- |
| ألعاب القوى           | 8      | 11   | 19      |
| كرة القدم للمكفوفين   | 10     | —    | 10      |
| بوكيا                 | 2      | 2    | 4       |
| ركوب الدراجات         | 2      | 2    | 4       |
| الجودو                | 1      | 4    | 5       |
| التجديف بالمظلات      | 1      | 1    | 2       |
| رفع الأثقال           | 0      | 1    | 1       |
| تجديف                 | 0      | 1    | 1       |
| إطلاق نار             | 0      | 1    | 1       |
| سباحة                 | 7      | 5    | 12      |
| كرة الطاولة           | 2      | 1    | 3       |
| التايكوندو            | 2      | 0    | 2       |
| سياج الكراسي المتحركة | 1      | 0    | 1       |
| تنس الكراسي المتحركة  | 2      | 1    | 3       |
| المجموع               | 38     | 30   | 68      |

## ألعاب القوى
أرسلت الأرجنتين ستة رياضيين من ألعاب القوى حققوا أماكن الحصص للأحداث التالية بناءً على نتائجهم في بطولة العالم 2023 ، أو بطولة العالم 2024 ، أو من خلال تخصيص الأداء العالي، طالما أنهم يستوفون معيار الدخول الأدنى (MES).
أحداث المضمار والطريق
الرجال
| رياضي                    | حدث              | حرارة | حرارة  | أخير         | أخير   |
| رياضي                    | حدث              | نتيجة | رتبة   | نتيجة        | رتبة   |
| ------------------------ | ---------------- | ----- | ------ | ------------ | ------ |
| فرناندو فاسكيز           | 100 متر رجال T12 | DQ    | -      |              |        |
| هيرنان باريتو            | 100 متر رجال T35 | 12.41 | 9      |              |        |
| هيرنان باريتو            | 200 متر رجال T35 | 25.53 | 7      |              |        |
| ماكسيميليانو فيلا        | 100 متر رجال T35 | 12.21 | 7      |              |        |
| ماكسيميليانو فيلا        | 200 متر رجال T35 | 25.10 | 6      |              |        |
| أليكسيس سيباستيان تشافيز | 100 متر رجال T36 | 11.86 | 1 س    | 11.88 (.871) | الثاني |
| أليكسيس سيباستيان تشافيز | 400 متر رجال T36 | 53.60 | الثالث |              |        |

| رياضي                          | حدث               | حرارة   | حرارة | أخير  | أخير |
| رياضي                          | حدث               | نتيجة   | رتبة  | نتيجة | رتبة |
| ------------------------------ | ----------------- | ------- | ----- | ----- | ---- |
| روزاريو ترينيداد كوبولا مولينا | 100 متر سيدات T11 | 14.05   | 4     |       |      |
| كانديلا سيرودو                 | 100 متر سيدات T13 | 13.51   | 6     |       |      |
| أراسيلي روتيلا                 | 200 متر سيدات T36 | 30.08   | 4 س   | 29.89 | 4    |
| أراسيلي روتيلا                 | 100 متر سيدات T36 | 14.63   | 4 س   | 14.45 | 4    |
| يانينا أندريا مارتينيز         | 100 متر سيدات T36 | 16.30   | 7     |       |      |
| ميلاغروس ديل فالي غونزاليس     | 100 متر سيدات T38 | 14.19   | 9     |       |      |
| ميلاغروس ديل فالي غونزاليس     | 400 متر سيدات T38 | 1:07.92 | 6     |       |      |
| تيريزيتا دايانا بريوزي         | 200 متر سيدات T47 | 26.47   | 5     |       |      |
| تيريزيتا دايانا بريوزي         | 400 متر سيدات T47 | 1:01.85 | 5     |       |      |
| ألدانا إيزابيل إيبانيز         | 100 متر سيدات T47 | 13.32   | 8     |       |      |

| رياضي                        | حدث                     | أخير  | أخير   |
| رياضي                        | حدث                     | مسافة | موضع   |
| ---------------------------- | ----------------------- | ----- | ------ |
| فرناندو فاسكيز               | الوثب الطويل للرجال T12 | 6.88  | الثالث |
| سيرجيو ماركيفيتشي            | الوثب الطويل للرجال T36 | 5.11  | 9      |
| بريان ليونيل إمبيليزيري      | الوثب الطويل للرجال T37 | 6.42  | الأول  |
| هيرنان إيمانويل أورا         | دفع الجلة للرجال F35    | 16.11 | الثاني |
| بابلو داميان خيمينيز راينوسو | دفع الجلة للرجال F57    | 12.99 | 6      |
| بابلو داميان خيمينيز راينوسو | رمي الرمح للرجال F57    | 35.84 | 10     |

| رياضي                          | حدث                      | أخير  | أخير   |
| رياضي                          | حدث                      | مسافة | موضع   |
| ------------------------------ | ------------------------ | ----- | ------ |
| روزاريو ترينيداد كوبولا مولينا | الوثب الطويل للسيدات T11 | 4.05  | 8      |
| صوفيا فالنتينا كاسي            | الوثب الطويل للسيدات T11 | 3.82  | 10     |
| ألدانا إيزابيل إيبانيز         | الوثب الطويل للسيدات T47 | 4.95  | 10     |
| ماريلو رومينا فرنانديز         | رمي نادي السيدات F32     | 21.59 | 6      |
| كارين ميلاني تاسي سانشيز       | دفع الجلة للسيدات F37    | 10.40 | 7      |
| كارين ميلاني تاسي سانشيز       | رمي القرص للسيدات F38    | 24.92 | 12     |
| أنتونيلا رويز دياز             | دفع الجلة للسيدات F41    | 9.58  | الثالث |
| أنتونيلا رويز دياز             | رمي القرص للسيدات F41    | 28.38 | 7      |

## كرة القدم للمكفوفين
تأهل فريق كرة القدم الأرجنتيني للرجال للمكفوفين إلى الألعاب البارالمبية بفضل وجوده بين أفضل ثلاث دول، لم تتأهل بعد، في دورة الألعاب العالمية IBSA 2023 في برمنغهام ، بريطانيا العظمى. 
| فريق             | حدث          | مرحلة المجموعات | مرحلة المجموعات  | مرحلة المجموعات   | مرحلة المجموعات | الدور نصف النهائي              | النهائي / BM           | النهائي / BM |
| فريق             | حدث          | المعارضة نتيجة  | المعارضة نتيجة   | المعارضة نتيجة    | رتبة            | المعارضة نتيجة                 | المعارضة نتيجة         | رتبة         |
| ---------------- | ------------ | --------------- | ---------------- | ----------------- | --------------- | ------------------------------ | ---------------------- | ------------ |
| الأرجنتين للرجال | بطولة الرجال | المغرب · د 0–0  | كولومبيا · د 0–0 | اليابان · فوز 1–0 | 2 س             | البرازيل · فوز 0–0 (4–3 نقاط ) | فرنسا · ل 1–1 (2–3 ص ) | الثاني       |

| الرقم | المركز    | اللاعب                | الفئة | تاريخ الميلاد (العمر)         |
| ----- | --------- | --------------------- | ----- | ----------------------------- |
| 1     | حارس مرمى | داريو لينسينا         | مبصر  | 22 آب 1980 (44 سنة)           |
| 2     | مدافع     | أنخيل ديلدو غارسيا    | B1    | 30 أيلول 1987 (36 سنة)        |
| 3     | وسط       | ناهويل هيريديا        | B1    | 26 أيار 1995 (29 سنة)         |
| 4     | مدافع     | فرويلان باديا         | B1    | 21 شباط 1979 (45 سنة)         |
| 5     | وسط       | خيسوس ميرلوس          | B1    | 17 نيسان 2003 (21 سنة)        |
| 6     | وسط       | ماتياس أوليفيرا       | B1    | 26 آذار 1997 (27 سنة)         |
| 7     | مهاجم     | ماكسيميليانو إسبينييو | B1    | 15 تشرين الثاني 1993 (30 سنة) |
| 8     | وسط       | أوسفالدو فرنانديز     | B1    | 1 أيلول 1998 (25 سنة)         |
| 9     | مهاجم     | ماريو ريوس            | B1    | 9 كانون الثاني 1989 (11 سنة)؟ |
| 12    | حارس مرمى | جيرمان موليك          | مبصر  | 3 أيار 1990 (34 سنة)          |

### 1 أيلول 2024 – الساعة 13:30
المغرب 0–0 الأرجنتين
تقرير المباراة
ملعب برج إيفل، باريس
الحضور الجماهيري: 8,900
الحكم: فرانسوا كاركويه (فرنسا)

### 2 أيلول 2024 – الساعة 11:30
الأرجنتين 0–0 كولومبيا
تقرير المباراة
ملعب برج إيفل، باريس
الحضور الجماهيري: 8,790
الحكم: خوسيه ألفريدو مارتينيز إيبارا (المكسيك)

### 3 أيلول 2024 – الساعة 13:30
الأرجنتين 1–0 اليابان
فرنانديس 10’
تقرير المباراة
ملعب برج إيفل، باريس
الحضور الجماهيري: 8,890
الحكم: توم جوزيف دي بروين (بلجيكا)

### 5 أيلول 2024 – الساعة 20:00
البرازيل 0–0 الأرجنتين (ركلات الترجيح: 3–4)
تقرير المباراة
ركلات الترجيح:
البرازيل:
- مايكون
- لوبيس
- نوناتو
- دا سيلفا
- سواريس
- ألفيس

الأرجنتين:
- إسبينييو
- ريوس
- هيريديا
- باديا
- أوليفيرا
- فرنانديس

ملعب برج إيفل، باريس
الحضور الجماهيري: 11,630
الحكم: فرانسوا كاركويه (فرنسا)

### 7 أيلول 2024 – الساعة 20:00
فرنسا 1–1 الأرجنتين (ركلات الترجيح: 3–2)
فيليرو 12’ — إسبينييو 12’
تقرير المباراة
ركلات الترجيح:
فرنسا:
- أريزكي
- بارون
- فيليرو

الأرجنتين:
- إسبينييو
- ريوس
- هيريديا

ملعب برج إيفل، باريس
الحضور الجماهيري: 11,679
الحكم: توم جوزيف دي بروين (بلجيكا)

## بوكيا
أكدت الأرجنتين حصتين (واحدة للرجال وواحدة للنساء)، بحكم نتيجتها كأعلى دولة مرتبة في حدث أزواج BC3، في دورة الألعاب البارابان الأمريكية 2023 في سانتياغو ، تشيلي؛ وحصة فردية واحدة من خلال التصنيف العالمي في أحداث BC2 الفردية للرجال.

### نتائج لاعبي البوتشيا
| الرياضي / الفريق                 | الحدث                                      | مباريات المجموعات                 | الأدوار الإقصائية   | ربع النهائي | نصف النهائي | النهائي / مباراة الترتيب | الترتيب النهائي |
| -------------------------------- | ------------------------------------------ | --------------------------------- | ------------------- | ----------- | ----------- | ------------------------ | --------------- |
| لويس كريستالدو                   | فردي رجال – BC2                            | فاز على فابري (فرنسا) 6–1         |                     |             |             |                          |                 |
| فاز على سيلفا (البرازيل) 5–2     |                                            |                                   |                     |             |             |                          |                 |
| خسر أمام أراوجو (البرتغال) 2–6   |                                            |                                   |                     |             |             |                          |                 |
| المركز 2 – تأهّل                  | فاز على ليفي (إسرائيل) 4*–4 (بفارق النقاط) |                                   |                     |             |             |                          |                 |
| خسر أمام ميزيك (سلوفاكيا) 4–5    | —                                          | —                                 | لم يتأهل للميداليات | المركز 6    |             |                          |                 |
| رودريغو روميرو                   | فردي رجال – BC3                            | فاز على بيسكا (التشيك) 8–0        |                     |             |             |                          |                 |
| خسر أمام إيسكريتسكي (بولندا) 1–7 |                                            |                                   |                     |             |             |                          |                 |
| خسر أمام تسي (هونغ كونغ) 3–6     |                                            |                                   |                     |             |             |                          |                 |
| المركز 2 – تأهّل                  | —                                          |                                   |                     |             |             |                          |                 |
| خسر أمام ميشيل (أستراليا) 0–5    | —                                          | —                                 | لم يتأهل للميداليات | المركز 8    |             |                          |                 |
| آيلين فلوريس                     | فردي سيدات – BC1                           | خسرَت أمام أوليفيرا (البرازيل) 2–5 |                     |             |             |                          |                 |
| خسرَت أمام فوجي (اليابان) 2–4     |                                            |                                   |                     |             |             |                          |                 |
| —                                |                                            |                                   |                     |             |             |                          |                 |
| المركز 3                         | —                                          | —                                 | —                   | لم تتأهل    | المركز 11   |                          |                 |
| ستيفانيا فيراندو                 | فردي سيدات – BC3                           | فازت على نتينتا (اليونان) 8–2     |                     |             |             |                          |                 |
| فازت على كايوبي (بيرو) 3–2       |                                            |                                   |                     |             |             |                          |                 |
| فازت على إيشينوي (اليابان) 6–3   |                                            |                                   |                     |             |             |                          |                 |
| المركز 1 – تأهّلت                 | —                                          |                                   |                     |             |             |                          |                 |
| خسرَت أمام ليسون (أستراليا) 3–4   | —                                          | —                                 | لم تتأهل للميداليات | المركز 5    |             |                          |                 |
| **ستيفانيا فيراندو               |                                            |                                   |                     |             |             |                          |                 |
| رودريغو روميرو**                 | الزوجي المختلط – BC3                       | فازا على جمهورية التشيك 7–3       |                     |             |             |                          |                 |
| خسرا أمام هونغ كونغ 2–3          |                                            |                                   |                     |             |             |                          |                 |
| —                                |                                            |                                   |                     |             |             |                          |                 |
| المركز 2 – تأهّلا                 | —                                          |                                   |                     |             |             |                          |                 |
| فازا على اليونان 5–4             |                                            |                                   |                     |             |             |                          |                 |
| خسرا أمام كوريا الجنوبية 2–4     |                                            |                                   |                     |             |             |                          |                 |
| فازا على تايلاند 4–2             | —                                          | —                                 | —                   |             |             |                          |                 |

## ركوب الدراجات
سجلت الأرجنتين أربعة متسابقين من ذوي الاحتياجات الخاصة (اثنان من كل جنس) بعد أن احتلت المركز الأول بين الدول المؤهلة في تصنيف الاتحاد الدولي للدراجات لعامي 2022 و2023. 

### طريق
| رياضي                 | حدث                       | وقت      | رتبة    |
| --------------------- | ------------------------- | -------- | ------- |
| ماكسيميليانو جوميز    | سباق الطريق للرجال ب      | لم أكمل  | لم أكمل |
| ماكسيميليانو جوميز    | سباق ضد الزمن للرجال ب    | 40:12.22 | 10      |
| رودريجو فرناندو لوبيز | سباق الطريق للرجال C1-2-3 | لم أكمل  | لم أكمل |
| رودريجو فرناندو لوبيز | سباق ضد الزمن للرجال C1   | 25:07.69 | 10      |

| رياضي                         | حدث                      | وقت                 | رتبة                |
| ----------------------------- | ------------------------ | ------------------- | ------------------- |
| ماريا خوسيه كيروغا تشيكاهوالا | سباق الطريق للسيدات ب    | نظام أسماء النطاقات | نظام أسماء النطاقات |
| مارييلا أناليا ديلجادو        | سباق الطريق للسيدات C4-5 | 2:09:13             | 13                  |

| ماكسيميليانو جوميز    | سباق ضد الزمن للرجال ب    | 1:05.022 | 9  |
| ماكسيميليانو جوميز    | مطاردة الرجال ب           | 53.714   | 9  |
| رودريجو فرناندو لوبيز | سباق ضد الزمن للرجال C1-3 | 1:13.813 | 12 |
| رودريجو فرناندو لوبيز | سباق المطاردة للرجال C1   | 42.823   | 6  |

| ماريا خوسيه كيروغا تشيكاهوالا | سباق ضد الزمن للسيدات ب    | 1:15.574 | 9  |
| ماريا خوسيه كيروغا تشيكاهوالا | سباق السيدات ب             | 3:58.786 | 10 |
| مارييلا أناليا ديلجادو        | سباق ضد الزمن للسيدات C4-5 | 39.107   | 8  |
| مارييلا أناليا ديلجادو        | سباق السيدات C5            | 4:02.298 | 7  |

## الجودو
أرسلت الأرجنتين لاعب جودو واحد وثلاث لاعبات للمنافسة في الألعاب.

### نتائج لاعبي الجودو
| الرياضي / الرياضية               | الفئة                | دور الـ 16                          | ربع النهائي                              | نصف النهائي | التصفية (الإعادة)                     | النهائي / مباراة البرونز | الترتيب النهائي |
| -------------------------------- | -------------------- | ----------------------------------- | ---------------------------------------- | ----------- | ------------------------------------- | ------------------------ | --------------- |
| إدواردو غاوتو                    | وزن 73 كغ – J1 رجال  | فاز على لاماني (جنوب أفريقيا) 10–00 | خسر أمام بيريرا (البرازيل) 00–10         | —           | خسر أمام كاماني (إيطاليا) 00–10       | لم يتأهل                 | —               |
| روثيو ليديسما دوريه              | وزن 48 كغ – J1 سيدات | —                                   | خسرَت أمام هانغاي (اليابان) 00–01         | —           | فازت على مولر (ألمانيا) 11–00         |                          |                 |
| خسرَت أمام سيلفا (البرازيل) 00–10 | —                    | المركز 5                            |                                          |             |                                       |                          |                 |
| باولا غوميز                      | وزن 57 كغ – J1 سيدات | فازت على بورانيي (المجر) 10–00      | خسرَت أمام موتيا (الولايات المتحدة) 00–10 | —           | فازت على تيليكابيلي (كازاخستان) 10–00 |                          |                 |
| فازت على غانييه (كندا) 11–01     | —                    | —                                   |                                          |             |                                       |                          |                 |
| لورا كانديلا غونزاليس            | وزن 57 كغ – J2 سيدات | —                                   | خسرَت أمام هيروسي (اليابان) 00–10         | —           | خسرَت أمام تيشيرا (البرازيل) 00–10     | لم تتأهل                 | —               |
| ناديا بوغيانو أليغري             | وزن 70 كغ – J1 سيدات | فازت على تسوشيا (اليابان) 10–00     | خسرَت أمام ليو (الصين) 00–10              | —           | خسرَت أمام لخايجاف (منغوليا) 01–10     | لم تتأهل                 | —               |

## التجديف بالمظلات
حصلت الأرجنتين على أماكن الحصص للأحداث التالية من خلال بطولة العالم لسباقات الكانو السريعة ICF 2023 في دويسبورغ بألمانيا.
| رياضي                     | حدث        | تسخينات | تسخينات    | نصف النهائي | نصف النهائي | أخير  | أخير |
| رياضي                     | حدث        | وقت     | رتبة       | وقت         | رتبة        | وقت   | رتبة |
| ------------------------- | ---------- | ------- | ---------- | ----------- | ----------- | ----- | ---- |
| إميليو أرييل أتامانوك     | VL3 للرجال | 51.21   | 5 قدم مربع | 51.81       | 4 فيس بوك   | 50.91 | 9    |
| إميليو أرييل أتامانوك     | KL2 للرجال | 46.40   | 6 قدم مربع | 45.20       | 4 فيس بوك   | 44.07 | 9    |
| أندريا فيفيانا براكامونتي | سيدات KL1  | 1:48.12 | 6 قدم مربع | دي إس كيو   | دي إس كيو   |       |      |

## رفع الأثقال
| رياضي        | حدث          | المحاولات (كجم) | المحاولات (كجم) | المحاولات (كجم) | المحاولات (كجم)   | النتيجة (كجم) | رتبة |
| رياضي        | حدث          | 1               | 2               | 3               | اللغة الإنجليزية: | النتيجة (كجم) | رتبة |
| ------------ | ------------ | --------------- | --------------- | --------------- | ----------------- | ------------- | ---- |
| لورديس ماسيل | سيدات 45 كجم | 81              | 83              | 86              | —                 | 83            | 9    |

## تجديف
| رياضي         | حدث                               | تسخينات  | تسخينات | إعادة المباراة | إعادة المباراة | أخير     | أخير |
| رياضي         | حدث                               | وقت      | رتبة    | وقت            | رتبة           | وقت      | رتبة |
| ------------- | --------------------------------- | -------- | ------- | -------------- | -------------- | -------- | ---- |
| بريندا ساردون | قوارب التجديف الفردية للسيدات PR1 | 11:48.23 | 6 ر     | 11:46.07       | 5 فيسبوك       | 12:11.84 | 10   |

أسطورة التأهل: FA = Final A (ميدالية)؛ FB = Final B (بدون ميدالية)؛ R = التكرار

## إطلاق نار
لأول مرة منذ آخر مشاركة للبلاد في ألعاب لندن 2012 ، دخلت الأرجنتين في مسابقة رماية بارالمبية واحدة بعد تحقيق أماكن الحصص للأحداث التالية بحكم أفضل نتائجها في كأس العالم 2022 و2023 و2024، وبطولة العالم 2022، وبطولة العالم 2023 ، وألعاب البارابان الأمريكية 2023 ، طالما حصلت على الحد الأدنى من درجة التأهل (MQS) بحلول 31 مايو 2024. 
| ماريا لورا رودريغيز بلفيدير | بندقية هوائية R4 مختلطة بطول 10 أمتار واقفة SH2             | 622.5 | 25 |
| ماريا لورا رودريغيز بلفيدير | بندقية هوائية مختلطة R5 بطول 10 أمتار في وضعية الانبطاح SH2 | 631.6 | 24 |

## سباحة
حصلت الأرجنتين على حصة واحدة في بطولة العالم للسباحة البارالمبية 2023 بعد احتلالها المركزين الأول والثاني في منافسات فئة البارالمبية.
| رياضي                          | حدث                                 | تسخينات | تسخينات | أخير    | أخير   |
| رياضي                          | حدث                                 | نتيجة   | رتبة    | نتيجة   | رتبة   |
| ------------------------------ | ----------------------------------- | ------- | ------- | ------- | ------ |
| إيناكي باسيلوف                 | سباق 400 متر سباحة حرة للرجال S7    | 5:17.33 | 7 س     | 4:40.27 | الثالث |
| إيناكي باسيلوف                 | سباق 100 متر ظهر للرجال S7          | 1:15.86 | 8 س     | 1:15.87 | 8      |
| إيناكي باسيلوف                 | سباحة 50 متر فراشة رجال S7          | 30.88   | 7 س     | 30.80   | 7      |
| إيناكي باسيلوف                 | سباق 200 متر فردي متنوع للرجال SM7  | 2:37.99 | 3 س     | 2:29.81 | الأول  |
| ماتياس دي أندرادي              | سباق 100 متر ظهر للرجال S6          | 1:16.16 | 1 س     | 1:16.30 | 4      |
| بيبو كارلوماغنو                | سباق 100 متر ظهر للرجال S8          | 1:11.03 | 10      |         |        |
| سانتياغو غابرييل سينيسترو      | سباق 100 متر ظهر للرجال S10         | 1:06.65 | 11      |         |        |
| سانتياغو غابرييل سينيسترو      | سباق 100 متر صدر للرجال SB9         | 1:12.82 | 12      |         |        |
| سانتياغو غابرييل سينيسترو      | سباق 200 متر فردي متنوع للرجال SM10 | 2:22.79 | 14      |         |        |
| لاوتارو دانييل ميدانا كانسينوس | سباق 100 متر ظهر للرجال S14         | 1:04.13 | 16      |         |        |
| لاوتارو دانييل ميدانا كانسينوس | سباحة 100 متر فراشة رجال S14        | 59.47   | 10      |         |        |
| نيكولاس ريفيرو                 | سباق 100 متر صدر للرجال SB4         | 1:44.72 | 4 س     | 1:44.77 | 4      |
| الألماني ليونيل أريفالو        | سباق 100 متر صدر للرجال SB5         | 1:38.30 | 7 س     | 1:39.66 | 7      |

| رياضي                     | حدث                                | تسخينات | تسخينات | أخير    | أخير |
| رياضي                     | حدث                                | نتيجة   | رتبة    | نتيجة   | رتبة |
| ------------------------- | ---------------------------------- | ------- | ------- | ------- | ---- |
| نادية بايز                | سباحة حرة 50 متر سيدات S11         | 33.91   | 13      |         |      |
| نادية بايز                | سباحة صدر 100 متر سيدات SB11       | 1:26.98 | 5 س     | 1:28.97 | 5    |
| تحليل بيليتيرو            | سباحة حرة 50 متر سيدات S11         | 35.03   | 15      |         |      |
| تحليل بيليتيرو            | سباق 100 متر سباحة حرة للسيدات S11 | 1:13.50 | 10      |         |      |
| تحليل بيليتيرو            | سباحة الظهر 100 متر سيدات S11      | 1:19.62 | 5 س     | 1:18.09 | 5    |
| إليزابيث نورييغا          | سباحة حرة 100 متر سيدات S5         | 1:31.93 | 9       |         |      |
| إليزابيث نورييغا          | سباق 200 متر سباحة حرة للسيدات S5  | 3:21.72 | 14      |         |      |
| إليزابيث نورييغا          | سباحة الظهر 50 متر سيدات S5        | 49.77   | 12      |         |      |
| دانييلا جيمينيز           | سباحة صدر 100 متر سيدات SB9        | 1:21.72 | 8 س     | 1:22.41 | 8    |
| ماريا جازمين أراغون دياني | سباحة 100 متر فراشة S8 للسيدات     | 1:29.82 | 12      |         |      |

## كرة الطاولة
حصلت الأرجنتين على مقعدين فرديين في دورة الألعاب البارالمبية. تأهل إلياس روميرو للألعاب بعد فوزه بالميدالية الذهبية في فئة الرجال الخامسة في دورة الألعاب البارالمبية الأمريكية 2023 في سانتياغو ، تشيلي؛  في الوقت نفسه، تأهل غابرييل كوبولا للألعاب من خلال تخصيصات التصنيف العالمي النهائي للاتحاد الدولي لتنس الطاولة.
| غابرييل كوبولا                      | فردي رجال C3       | جلينبانشون ( ثا ) ل 0–3     | =9                  |    |
| إلياس روميرو                        | فردي رجال C5       | سافانت-أيرا ( فرنسا ) ل 0–3 | =9                  |    |
| ماريا كونستانزا غاروني              | فردي سيدات C1-2    | تابولا ( نهاية ) فوز 3–0    | روسي ( ايتا ) ل 0–3 | =5 |
| إلياس روميرو غابرييل كوبولا         | زوجي الرجال MD8    | أوزتورك ل 1–3               | =9                  |    |
| إلياس روميرو ماريا كونستانزا غاروني | الزوجي المختلط XD7 | كيم جغ ل 0–3                | =9                  |    |

## التايكوندو
شاركت الأرجنتين برياضيين اثنين في منافسات الألعاب البارالمبية. تأهل ميغيل إسحاق غاليانو وخوان سامورانو إلى الألعاب في منافسات الرجال تحت 58 كجم و70 كجم، بعد فوزهما بالميدالية الذهبية في فئتهما، خلال بطولة التصفيات الأمريكية لعام 2024 في سانتو دومينغو ، جمهورية الدومينيكان. 
| رياضي               | حدث          | دور الـ16              | ربع النهائي              | إعادة المباراة           | الدور نصف النهائي            | النهائي / BM   | النهائي / BM |
| رياضي               | حدث          | المعارضة نتيجة         | المعارضة نتيجة           | المعارضة نتيجة           | المعارضة نتيجة               | المعارضة نتيجة | رتبة         |
| ------------------- | ------------ | ---------------------- | ------------------------ | ------------------------ | ---------------------------- | -------------- | ------------ |
| ميغيل إسحاق غاليانو | رجال -58 كجم | كينكام ( ثا ) ل 10–12  | =9                       |                          |                              |                |              |
| خوان سامورانو       | رجال -70 كجم | سوثيسيت ( ثا ) W 14–10 | كودو ( اليابانية ) ل 2–4 | نيكولادزي ( جيو ) و 15–3 | عليكولوف ( أوزبكستان ) W 6–5 | الثالث         |              |

## سياج الكراسي المتحركة
| رياضي        | حدث                   | دور الـ32                 | دور الـ16                                   |
| رياضي        | حدث                   | المعارضة                  | المعارضة نتيجة                              |
| ------------ | --------------------- | ------------------------- | ------------------------------------------- |
| هوغو ألديريت | سيف المبارزة للرجال B | كاسترو ( ر ب ت ) ل DNS    |                                             |
| هوغو ألديريت | رقائق الرجال ب        | ماسا ( ايتا ) ل 2-15      | تشافيز ( حمالة صدر ) ل 10-15                |
| هوغو ألديريت | سيف السابر للرجال ب   | تارجياني ( المجر ) ل 8–15 | هانسن ( الولايات المتحدة الأمريكية ) ل 5–15 |

## تنس الكراسي المتحركة
شاركت الأرجنتين بلاعب واحد في الألعاب البارالمبية بفضل نتائج الميدالية الذهبية في دورة الألعاب البارالمبية الأمريكية 2023 في سانتياغو ، تشيلي.
| رياضي                           | حدث          | دور الـ64                           | دور الـ32                        | دور الـ16                                  | ربع النهائي                   | الدور نصف النهائي                | النهائي / BM   | النهائي / BM |
| رياضي                           | حدث          | المعارضة نتيجة                      | المعارضة نتيجة                   | المعارضة نتيجة                             | المعارضة نتيجة                | المعارضة نتيجة                   | المعارضة نتيجة | رتبة         |
| ------------------------------- | ------------ | ----------------------------------- | -------------------------------- | ------------------------------------------ | ----------------------------- | -------------------------------- | -------------- | ------------ |
| غوستافو فرنانديز                | فردي الرجال  | كاتانيو ( فرنسا ) فوز 6-1، 6-4      | كاتالدو ( تشي ) فوز 6-0، 6-1     | ريد ( المملكة المتحدة ) فوز 6–0، 7–6 (7-5) | أودا ( اليابانية ) ل 2-6، 5-7 | دي لا بونتي ( ESP ) فوز 6-1، 6-2 | الثالث         |              |
| إيزيكييل كاسكو                  | فردي الرجال  | باركر ( أستراليا ) و (7-5، 6-4)     | دي لا بونتي ( ESP ) ل (2-6، 0-6) | =17                                        |                               |                                  |                |              |
| ماريا فلورنسيا مورينو           | فردي السيدات | تاكامورو ( اليابانية ) ل (1-6، 0-6) | =17                              |                                            |                               |                                  |                |              |
| غوستافو فرنانديز إيزيكييل كاسكو | زوجي الرجال  | راتزلاف و (6-3، 6-4)                | سباارجارين ل (5-7، 3-6)          | =9                                         |                               |                                  |                |              |

## ملحوظات
1. ↑  Vázquez's time was 17.8 seconds, however he was disqualified for false starting (0.097s).